# Traian Doda
Traian Doda (n. 14 iulie 1822, Prilipeț, Imperiul Austriac – d. 16 iulie 1895, Caransebeș, Austro-Ungaria) a fost o personalitate de seamă a Banatului secolului al XIX-lea, militar de carieră român în armata habsburgică, care a avansat până la gradul de general de brigadă al Armatei Comune și politician, membru al Dietei Ungariei.

## Biografie
Traian Doda  a provenit din popor, dintr-o familie de grăniceri și țărani. Tatăl lui, tot cu prenumele Traian, a fost sergent în administrarea regimentului de graniță valaho-ilir din Imperiul Austriac și crescător de omide de mătase. A fost rudă apropiată cu generalul Nicolae Cena. (1844-1922). A învățat la Prilipeț, Mehadia și Caransebeș, iar studiile militare le-a desăvârșit la Academia Militară Tereziană din Wiener Neustadt.

### Ofițerul
În anul 1842 Traian Doda a fost numit locotenent în regimentul de graniță bănățean nr. 13 și a condus pentru trei ani institutul de învățământ matematic în Caransebeș. 

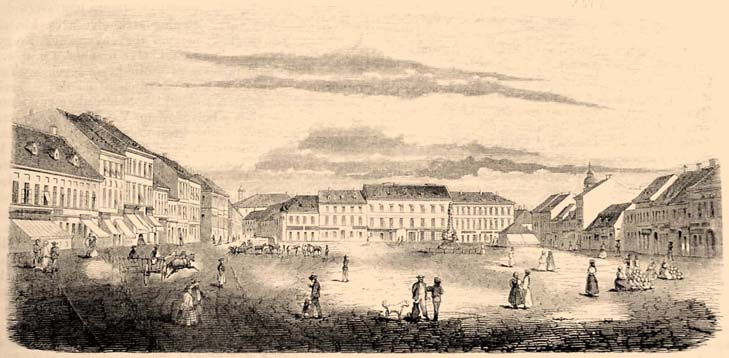
Arad în secolul XIX.

În 1848 a participat la asediul de la Veneția, unde, împărțit ca avanpost în Cava Zuccherina, a executat cu succes o lovitură, prinzând în ziua de 6 noiembrie la Cavallino 50 de inamici și capturând o navă. Imediat după acest eveniment a fost ridicat la gradul de căpitan. După acea a fost transferat în Banat, pentru a ajuta la terminarea revoluției maghiare. El a fost rănit grav în bătălia de la Reșița. În ianuarie 1849 a fost ordonat ca ofițer de stat major în cadrul corpului generalului de divizie Franz von Gläser. În lupta de la Arad, la data de 8 februarie a acestui an, a izbutit, condus de nevoie și indiferent de interdicția existentă, să transporteze patru tunuri de rachete peste Mureșul înghețat. Atacând adversarii i-a refulat, și a reușit așa, să elibereze  două departamente al batalionului Leiningen nr. 2 din încercuire. Mai târziu, Traian Doda a condus între altele de trei ori cu prudență și abilitate coloane de provizii la Arad. Pentru comportarea sa hotărâtă și eficientă a fost decorat de împăratul Franz Joseph al Austriei cu expresia de cea mai mare satisfacție și cu Crucea de Merit Militar cu decorație de război. După acea a dezvoltat, ca ofițer de stat major sub comanda generalului de divizie Eduard conte de Clam-Gallas, strategii de succes pentru ocuparea Transilvaniei, și a participat la luptele de la Ilieni (Illyefalva) (23 iulie 1849) și Bükszád (1 august 1849).
La 1 decembrie 1857 a devenit maior în regimentul de graniță Sf. Gheorghe nr. 65 la Varaždin; a fost transferat în acest rang la secțiunea Statului Major General pentru gestionarea trupelor și magazinelor în aprilie 1858. La 18 august 1860, a fost numit locotenent colonel și șef al acestei secțiuni, apoi numit colonel în regimentul de graniță nr. 2 și comandant de spațiu pentru Veneția în anul 1864.
La 20 noiembrie 1866 a fost desemnat șef al Statului Major al Comandaturii Generale din Zagreb. În sfârșit a fost brigadier-colonel, mai întâi al diviziei de trupe nr. 13, apoi din octombrie 1869, al diviziei nr. 22.
A fost numit general de brigadă la 30 aprilie 1870 (rangul de la 11 mai 1870) și comandant al brigăzii k.u.k. nr. 12 din Cracovia. A intrat la pensie pe ziua de 1 noiembrie 1872.

### Politicianul

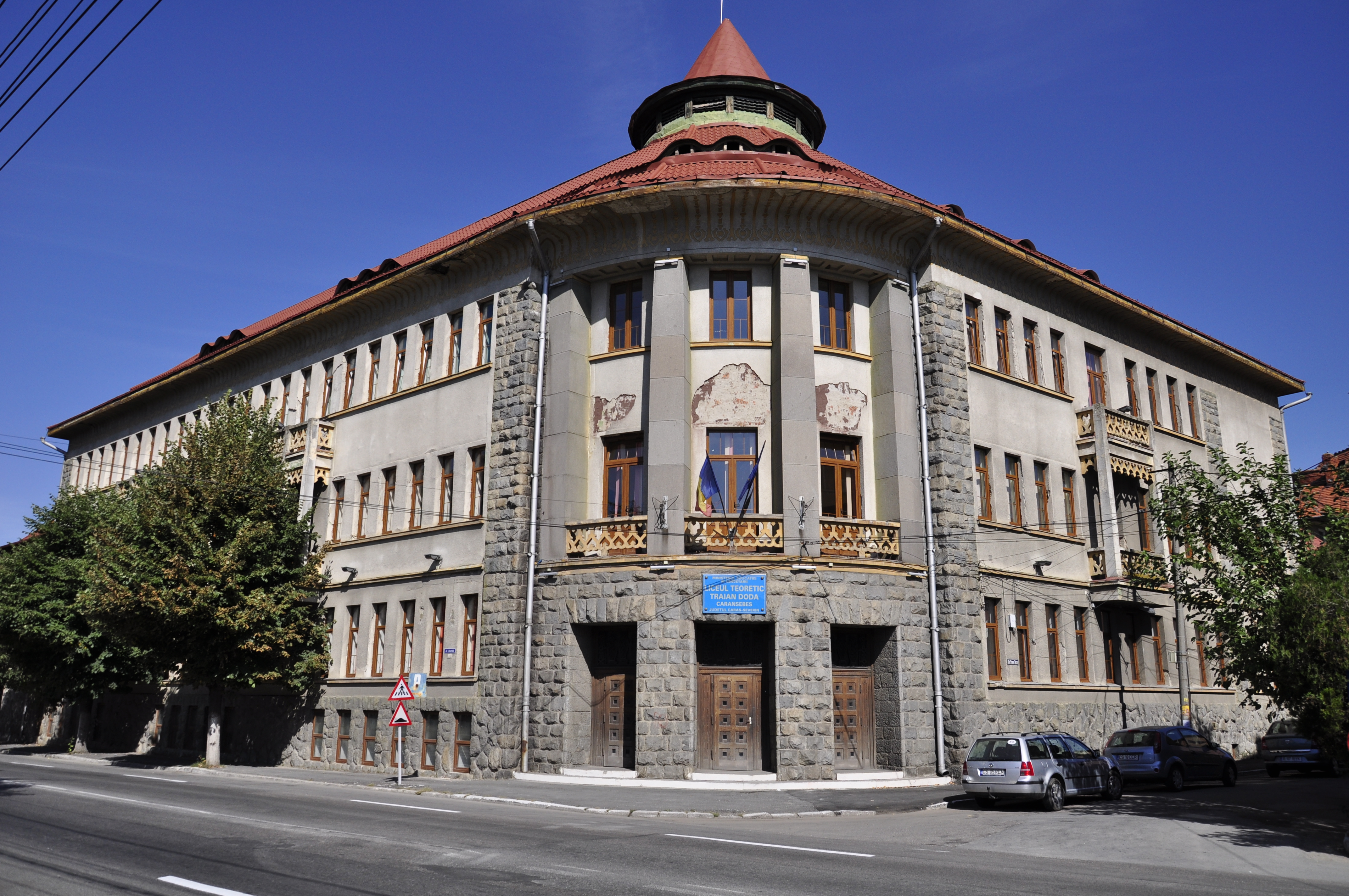
Liceul "Traian Doda", Caransebeș

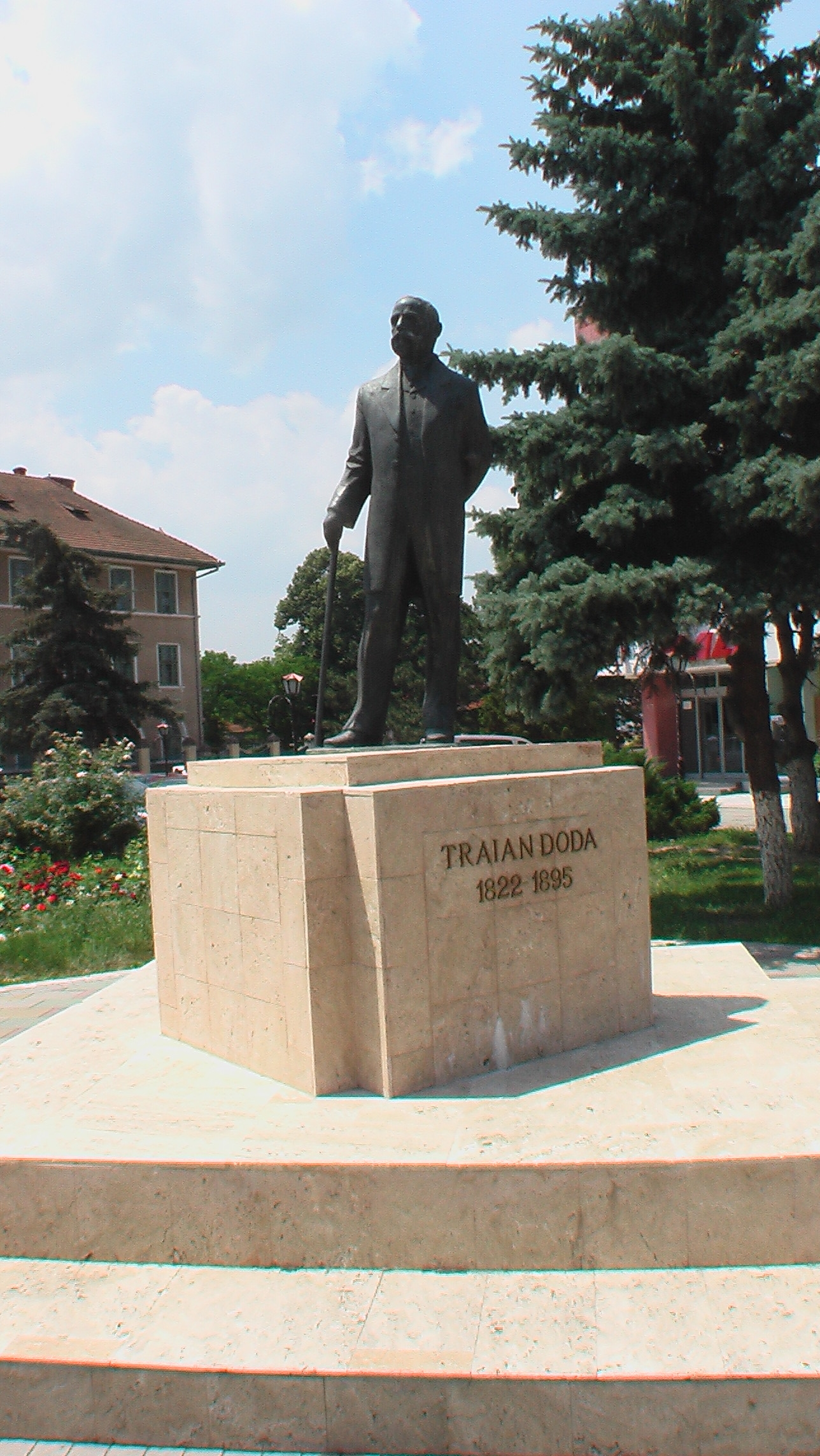
Monumentul lui Traian Doda la Caransebeș

După pensionare ca general s-a stabilit la Caransebeș și s-a dedicat activității politice de emancipare a românilor bănățeni. A susținut înființarea Comunității de Avere, după desființarea Graniței Militare Bănățene, și ales, la 19 decembrie 1879, ca prim președinte al acesteia.
A luptat mult pentru înființarea unei școli de meserii la Bozovici și a unui liceu cu predare în limba română în Caransebeș dar, din cauza opoziției autorităților maghiare, nu a izbutit. De abia în anul 1919 această școală a fost inaugurată și poartă astăzi, în onoarea sa, numele lui.
Generalul, care vorbea fluent șase limbi, a fost ales în Dieta de la Budapesta prima dată la 10 ianuarie 1874, apoi, până în 1887, încă de cinci ori, situându-se împreună cu Vincențiu Babeș în fruntea luptei pentru drepturile românilor din Transilvania și Banat. A fost de multe ori insultat de naționaliștii maghiari. Un incident mai grav a avut loc în octombrie 1875, în timpul unui discurs electoral la Caransebeș. Naționaliștii maghiari au cerut patetic, printre altele, ca procurorul să-l aresteze pe Doda, pentru opiniile sale politice.
În discursul său electoral din 14 octombrie 1887 a cerut din nou cu vehemență libertatea și autodeterminarea populației românești, în primul rând din cauza închiderii școlilor românești de către administrația maghiară. A fost pus sub acuzare la 17 septembrie 1888 la Arad și condamnat în absență (Doda a stat, ca măsură de precauție, în Viena) la doi ani de închisoare și o amendă de 2.000 de coroane, pedeapsă grațiată de împăratul Franz Joseph. La scurt timp deputatul Doda a suferit un accident vascular cerebral și s-a retras din viața politică.
La înmormântarea generalului Doda au participat multe mii de români din toate părțile. Slujba a fost oficiată de episcopul Nicolae Popea al Caransebeșului, însoțit de o asistență numeroasă.
Pe mormântul său, alfat în cimitirul din Caransebeș, este trecut următorul epitaf: „Dreptatea ți-a fost deviza, luptând pentru ea te-ai stins“.